# Liga Ouro de Basquete
A Liga Ouro de Basquete é um torneio de acesso para o NBB, sendo equivalente à Segunda Divisão do Campeonato Brasileiro de Basquete Masculino do Brasil. É organizado pela Liga Nacional de Basquete com a chancela da Confederação Brasileira de Basketball. Após um hiato de seis temporadas, teve seu retorno confirmado para 2025.

## História
A Liga Nacional de Basquete (LNB) e a Confederação Brasileira de Basketball (CBB) oficializaram a criação da Divisão de Acesso para o NBB em novembro de 2013. 
A primeira edição, em princípio, teria início previsto para o começo do mês de fevereiro de 2014 e término em maio do mesmo ano, o campeonato deveria contar com a participação de oito a doze clubes. Porém, após a definição de apenas quatro equipes participantes, o regulamento e a data foram alteradas.

Logo da Liga Ouro utilizado até a quarta edição (2017) da competição.

A quantidade de participantes aumentou com o tempo, enquanto nas 3 primeiras edições houve apenas 4 participantes, em 2017 o número subiu para 6 participantes e em 2018 para o recorde de 9 participantes.
Em outubro de 2018, foi anunciado que a edição de 2019 seria a última da Liga Ouro e que o Campeonato Brasileiro de Clubes, organizada pela CBB, tomaria o seu lugar.

## Temporada

### Temporada Regular
A temporada regular da Liga Ouro geralmente era disputada no primeiro semestre do ano. 
Durantes as primeiras edições, com poucos participantes, a temporada regular funcionava em um sistema onde todos os times se enfrentam quatro vezes (dois jogos em casa, dois fora), onde o primeiro  time se classifica para a Final automaticamente, e os segundo e terceiro colocados decidem a outra vaga. Em 2018, com o aumento do campeonato, o formato mudou para um sistema onde todos os times se enfrentam duas vezes (uma em casa e outra fora), os dois primeiros se classificam direto para a semifinal e do terceiro ao sexto se classificam para as quartas de final.

### Playoffs
Os playoffs começam logo após o fim da temporada regular, com as partidas entre os times que ficaram em terceiro ao sexto lugar na tabela, disputando as quartas de final em melhor de três jogos. 
Nas semifinais os classificados nas quartas enfrentam o primeiro e segundo lugares da tabela da temporada regular, disputando no esquema melhor de cinco jogos. 
A final decidia o campeão da temporada que também ganharia o acesso ao NBB, decidida em cinco jogos, caso reunisse condições financeiras para disputar a elite do Brasileiro.

## Títulos

### Por equipe
| Clube           | Títulos  | Vices    | 3º lugar        | 4º lugar        |
| --------------- | -------- | -------- | --------------- | --------------- |
| Rio Claro       | 1 (2014) | 0        | 0               | 0               |
| Caxias do Sul   | 1 (2015) | 0        | 0               | 0               |
| Vasco da Gama   | 1 (2016) | 0        | 0               | 0               |
| Botafogo        | 1 (2017) | 0        | 0               | 0               |
| Corinthians     | 1 (2018) | 0        | 0               | 0               |
| Unifacisa       | 1 (2019) | 0        | 0               | 0               |
| Campo Mourão    | 0        | 1 (2016) | 2 (2014 e 2015) | 1 (2019)        |
| Sport           | 0        | 1 (2015) | 0               | 2 (2014 e 2016) |
| Lins Basquete   | 0        | 1 (2014) | 0               | 0               |
| AABJ-Joinville  | 0        | 1 (2017) | 0               | 0               |
| São José        | 0        | 1 (2018) | 0               | 0               |
| São Paulo       | 0        | 1 (2019) | 0               | 0               |
| APVE-Londrina   | 0        | 0        | 2 (2018 e 2019) | 0               |
| Ginástico       | 0        | 0        | 1 (2016)        | 0               |
| Contagem Towers | 0        | 0        | 1 (2017)        | 0               |
| CEUB            | 0        | 0        | 0               | 1 (2015)        |
| Blumenau        | 0        | 0        | 0               | 1 (2017)        |
| Macaé           | 0        | 0        | 0               | 1 (2018)        |

### Por federação
| Estado            | Títulos | Vices | 3º lugar | 4º lugar |
| ----------------- | ------- | ----- | -------- | -------- |
| São Paulo         | 2       | 3     | 0        | 0        |
| Rio de Janeiro    | 2       | 0     | 0        | 1        |
| Rio Grande do Sul | 1       | 0     | 0        | 0        |
| Paraíba           | 1       | 0     | 0        | 0        |
| Paraná            | 0       | 1     | 4        | 1        |
| Pernambuco        | 0       | 1     | 0        | 2        |
| Santa Catarina    | 0       | 1     | 0        | 1        |
| Minas Gerais      | 0       | 0     | 2        | 0        |
| Distrito Federal  | 0       | 0     | 0        | 1        |